# Patrick Glynn

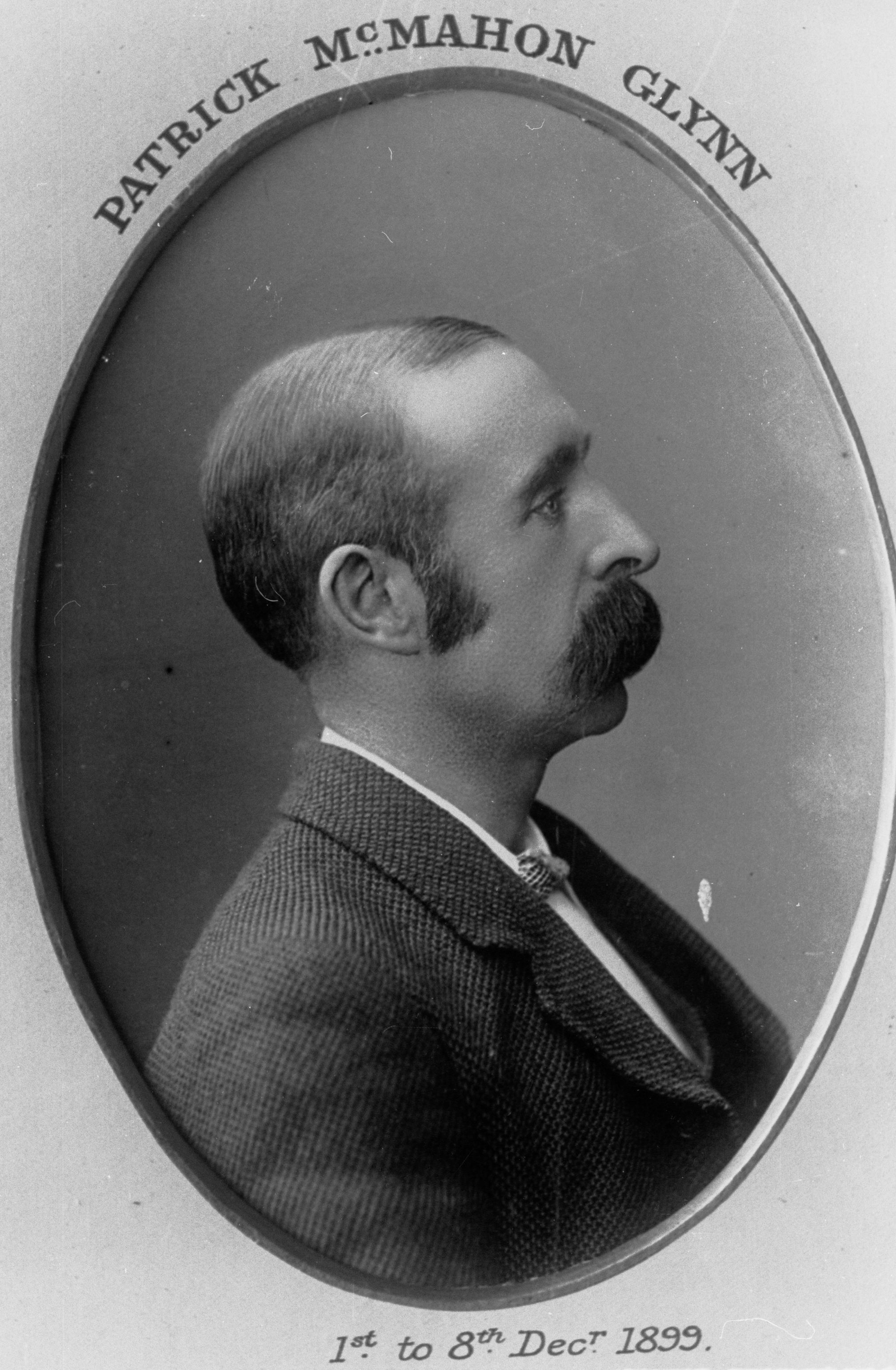
Patrick McMahon Glynn

Patrick McMahon Glynn, KC (* 25. August 1855 in Gort, County Galway; † 28. Oktober 1931 in Adelaide) war ein australischer Politiker und unter anderem Außenminister des Landes.

## Frühes Leben
Patrick Glynn wurde 1855 im irischen Gort geboren und ging auf das French College in Dublin. Er war Preisträger als Redner an der Law students Debating Society of Ireland im Jahr 1880 – im Jahr seiner Auswanderung nach Australien.

## Politische Karriere
Es zog ihn nach Victoria, jedoch verlief seine Zeit dort wenig erfolgreich, so dass er 1882 nach Kapunda in South Australia zog, um eine Filiale einer in Adelaide ansässigen Anwaltskanzlei zu eröffnen. Dort lief es deutlich besser für ihn, so dass er nun die finanziellen Möglichkeiten hatte, seine eigene Anwaltskanzlei zu eröffnen und ins politische Leben einzusteigen. Zudem war er nebenbei Editor des Kapunda Herald, der ortsansässigen Zeitung.
Glynn diente fortan als Präsident der Irish National League in South Australia und war einer der Mitbegründer der South Australian Land Nationalisation Society. 1887 wurde er für den Bezirk Light in die Abgeordnetenkammer von South Australia gewählt. Dabei half ihm sein bisheriges politisches Engagement. Er galt allgemein als Konservativer, jedoch distanzierten sich viele seiner konservativen Mitstreiter von ihm aufgrund seiner fortschrittlichen Ideen in Bezug auf Landpolitik des Landes und das Frauenwahlrecht.
Glynn wurde bei den Wahlen 1890 geschlagen und war auch mit seinem Wahlkampf 1893 nicht erfolgreich. Erst 1895 kehrte er für den Wahldistrikt North Adelaide in die koloniale Politik South Australias zurück. Bei seiner Wiederwahl 1897 war er der erste Australier, der nach dem Erwachsenenwahlrecht gewählt wurde.
Glynn war eines der Mitglieder der Versammlung, die die Verfassung des Commonwealth of Australia 1897 und 1898 beschlossen und war Mitbegründer der Free Trade Party, einer der einflussreichsten Parteien des Landes Anfang der 20er Jahre. Bei der ersten eigenständigen bundesweiten Wahl 1901 kümmerte sich Glynn um die Wahlkampagnen seiner Partei in South Australia und Western Australia, während Parteiführer George Reid den Rest des Landes überwachte. Als Lohn für seine Arbeit wurde er in das australische Parlament gewählt und gilt zusammen mit Reid als Begründer der ersten gesamtaustralischen, politischen Kampagne.
Seinen Sitz 1903 für den Bezirk Angas, sowie bei den Bundeswahlen 1910, 1913 und 1914 gewann er ohne Gegenkandidaten, bevor er bei den Wahlen 1919 seinen Sitz verlor. Im Parlament war er hauptsächlich Generalanwalt Australiens, Außenminister und Innenminister.

## Späteres Leben und Tod
Glynn zog sich 1919 von der aktiven Politik zurück und starb 1931 in North Adelaide. Er heiratete Abigail Dynon, die noch vor ihm starb, und hinterließ zwei Söhne und vier Töchter. Als guter Shakespeare-Schüler wurden einige seiner literarischen Werke veröffentlicht. Zudem verfasste er politische Schreiben.